# Bramka (województwo lubelskie)
Bramka – wieś w Polsce położona w województwie lubelskim, w powiecie ryckim, w gminie Kłoczew.
| SIMC    | Nazwa       | Rodzaj    |
| ------- | ----------- | --------- |
| 0674081 | Budki       | część wsi |
| 0674098 | Podbramki   | część wsi |
| 0674106 | Szczepaniec | część wsi |

W latach 1975–1998 miejscowość administracyjnie należała do województwa siedleckiego.
Wieś jest sołectwem w gminie Kłoczew. Według Narodowego Spisu Powszechnego z roku 2011 wieś liczyła 338 mieszkańców.
Wierni Kościoła rzymskokatolickiego należą do parafii Świętych Apostołów Piotra i Pawła w Okrzei.

## Historia
Słownik geograficzny Królestwa Polskiego z roku 1880 wymienia Bramkę jako wieś w pow. garwolińskim gminie Kłoczew, parafii Okrzeja. Wieś liczyła wówczas 34 domy i 157 mieszkańców z gruntem 612 mórg ziemi.